# Oospila mionophragma
Oospila mionophragma là một loài bướm đêm trong họ Geometridae.